# Tulcsa
Tulcsa (románul Tulcea, bolgárul, oroszul, és ukránul: Тулча, Tulcha; törökül: Tulça) város Dobrudzsában, Romániában, az azonos nevű megye székhelye, a Duna-delta kapujának is nevezik.  A hozzá tartozó település Tudor Vladimirescu.

## Fekvése
A megyeszékhely Észak-Dobrudzsában található, a Duna Tulcea-ágának a jobb partján, a fővárostól, Bukaresttől kétszáznyolcvan kilométerre északkeletre. A város területén és annak közvetlen közelében több kisebb tó található, ilyen a Ciuperca-, Câșla- vagy a Zaghen-tó.

## Nevének eredete
Elnevezésének jelentése vitatott, de minden bizonnyal török eredetű. Egyes elképzelések szerint a Tulcea név két szóból származik: „tul”, melynek jelentése tégla és a „cea”, mely földet jelent.
Viszont Nicolae Iorga román történész és akadémikus szerint a „tul” szócska egy török kormányzóra, Tula bégre utal, a „cea” végződést pedig hozzáillesztették, hasonlóan számos más dobrudzsai településnévhez, mint például: Casimcea, Isaccea vagy Amzacea.

## Története
A mai település keleti részén, a Monumentului-dombon állnak az egykori Aegyssus település illetve erőd romjai. Az időszámításunk előtti 4. században görög telepesek alapították. Nevét alapítójáról, Caspios Aegisos-ról kapta. Időszámításunk előtt 12-ben a dákok foglalták el.
A 2. század elején római fennhatóság alá került. A 3. századra jelentős katonai központtá fejlődött, majd a 6. században püspöki székhely lett. A Római Birodalom összeomlását követően, Aegyssus elveszítette jelentőségét, végül, a 7. század első harmadában, köszönhetően a vándornépek támadásainak, elnéptelenedett.
Egy rövidebb időszakra, a 10. században, a Bizánci Birodalom idején, egy új település jött itt létre, amely a 11. században az úzok támadásai következtében elpusztult.
A 13. század végén egy újabb település alakult ki, mely I. Mircea havasalföldi fejedelem uralkodása alatt néhány évig Havasalföld része volt. Az uralkodó 1418-ban hunyt el, halálát követően a település az Oszmán Birodalom fennhatósága alá került, uralkodásuk négy és fél évszázadon keresztül tartott. A török uralom első felében Hora-Tepé néven említették, 1506-os vámiratokban szerepel először Tulça néven (névváltozatai: Tolçu, Tuğlaci, Tolça). A 17. századi útleírások mint kisebb, hét tornyos várat említik, a Duna partján, melyből felügyelték a Fekete-tengerre irányuló folyami kereskedelmet. A török uralom 1878-ban ért véget, ekkor került Észak-Dobrudzsával együtt román fennhatóság alá, a román csapatok, Anghelescu tábornok vezetésével, november 14-én vették át az irányítást a város felett.
Az 1840–1883-as évek között német családok telepedtek le, akiket 1940-ben áttelepítettek Németországba, a náci „Heim ins Reich” (magyarul: Vissza a Birodalomba) mozgalom keretein belül.
A környékén egy szigeten található Európa utolsó lepratelepe, amit évtizedekig román katonák őriztek, s a léte is szigorú titok volt.

## Éghajlata
Éghajlata kontinentális jellegű, mely gyakran szélsőséges jelleget is ölt, nyáron köszönhetően a Fekete-tenger közelségének a gyorsan kialakuló torrenciális zivatarok, felhőszakadások által, télen pedig az északról érkező arktikus légáramlatok miatt nem ritkák a rendkívül alacsony hőmérsékletek. A legmagasabb hőmérséklet amit itt mértek +39,7 C°, a legalacsonyabb pedig -26,8 C° volt, utóbbit 1942-ben mérték.
Az átlagos évi csapadék mennyisége 350–500 milliliter négyzetméterenként.
A Duna vízhozama a városnál átlagosan 5000–6000 köbméter másodpercenként, ez változhat 2000-től 15.000-16.000 köbméterig másodpercenként.

## Lakossága
| 1912   | 1930   | 1948   | 1956   | 1966   | 1977   | 1992   | 2002   |
| 21.727 | 20.403 | 21.642 | 24.639 | 35.561 | 61.752 | 97.904 | 91.875 |

A nemzetiségi megoszlás a következő:
| 2002                        | 2002  | 2002   |
| --------------------------- | ----- | ------ |
| Románok                     | 84773 | 92,26% |
| Lipovánok                   | 3129  | 3,40%  |
| Törökök                     | 1274  | 1,38%  |
| Romák                       | 1260  | 1,37%  |
| Ukránok                     | 615   | 0,66%  |
| Görögök                     | 412   | 0,44%  |
| Tatárok                     | 149   | 0,16%  |
| Magyarok                    | 69    | 0,07%  |
| Németek                     | 57    | 0,06%  |
| Bolgárok                    | 32    | 0,03%  |
| Olaszok                     | 25    | 0,02%  |
| Zsidók                      | 20    | 0,02%  |
| Horvátok                    | 10    | 0,01%  |
| Egyéb vagy nem nyilatkozott | 30    | 0,03%  |
| Összesen                    | 91875 | 100,0% |

## Címere

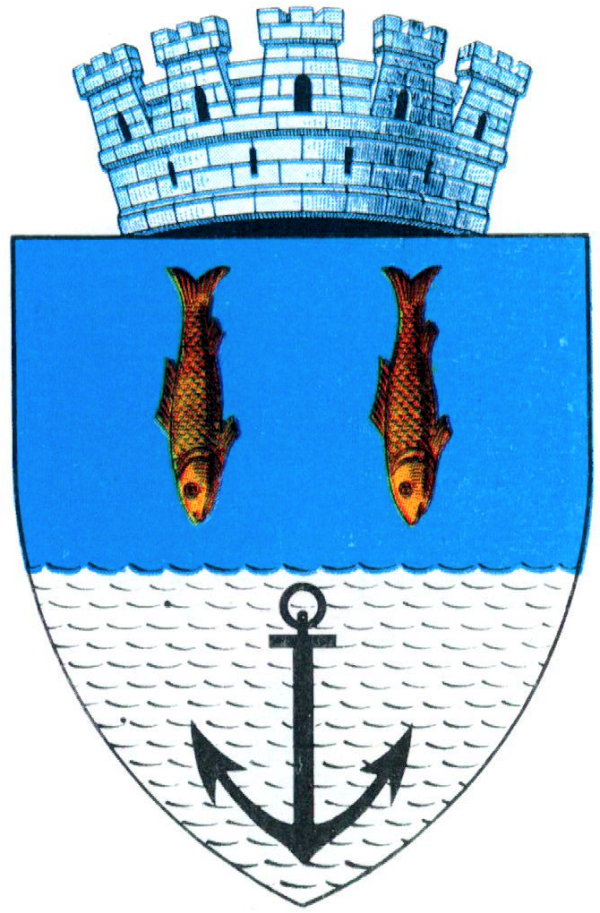
A két világháború között
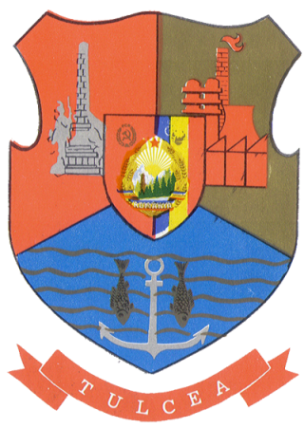
A kommunizmus idején
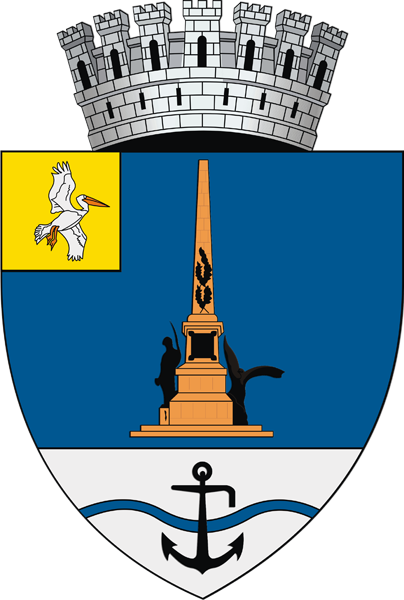
Jelenlegi

Jelenleg használatos címere pajzs alakú, melyet egy ezüst színű korona díszít, hét torony formájú ágával utal a település municípiumi rangjára. A pajzsot egy vékony fekete vonal választja ketté. A felső rész kék színű, közepén a Függetlenségi Emlékmű látható, melynek gránit részei narancssárgák, az obeliszken elhelyezett szobrok pedig feketék. A pajzs bal felső sarkában arany alapon egy pelikán látható, annak természetes színeiben. A pajzs alsó része ezüst színű, melyen egy kék hullámos vonal fut végig, közepén egy fekete horgonnyal. A Függetlenségi Emlékmű Dobrudzsa 1878-as Havasalfölddel történő egyesülését szimbolizálja. A horgony a település kikötői jellegére utal, a pelikán pedig arra, hogy a város a Duna-delta kapuja.

## Látnivalók

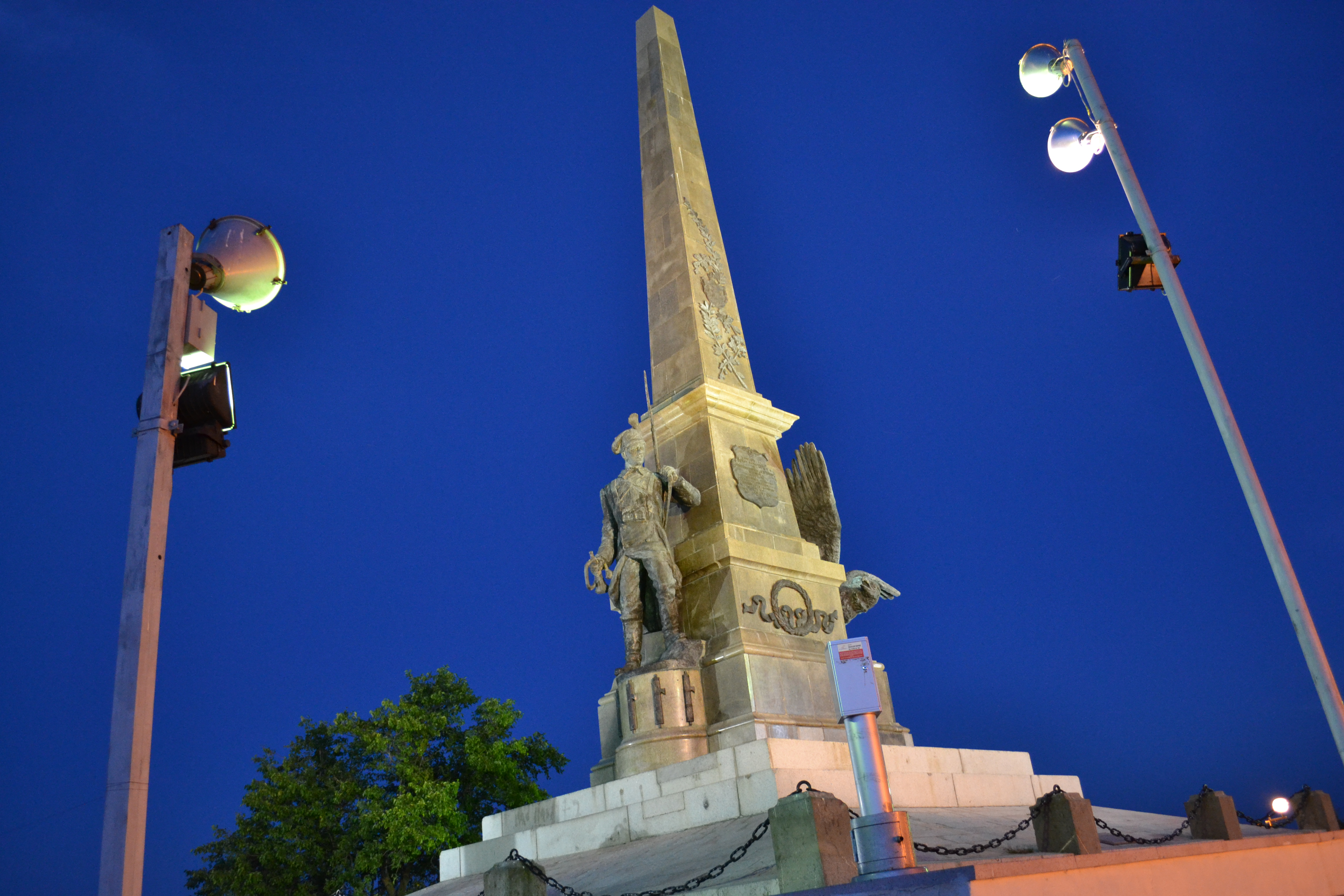
A Függetlenségi emlékmű

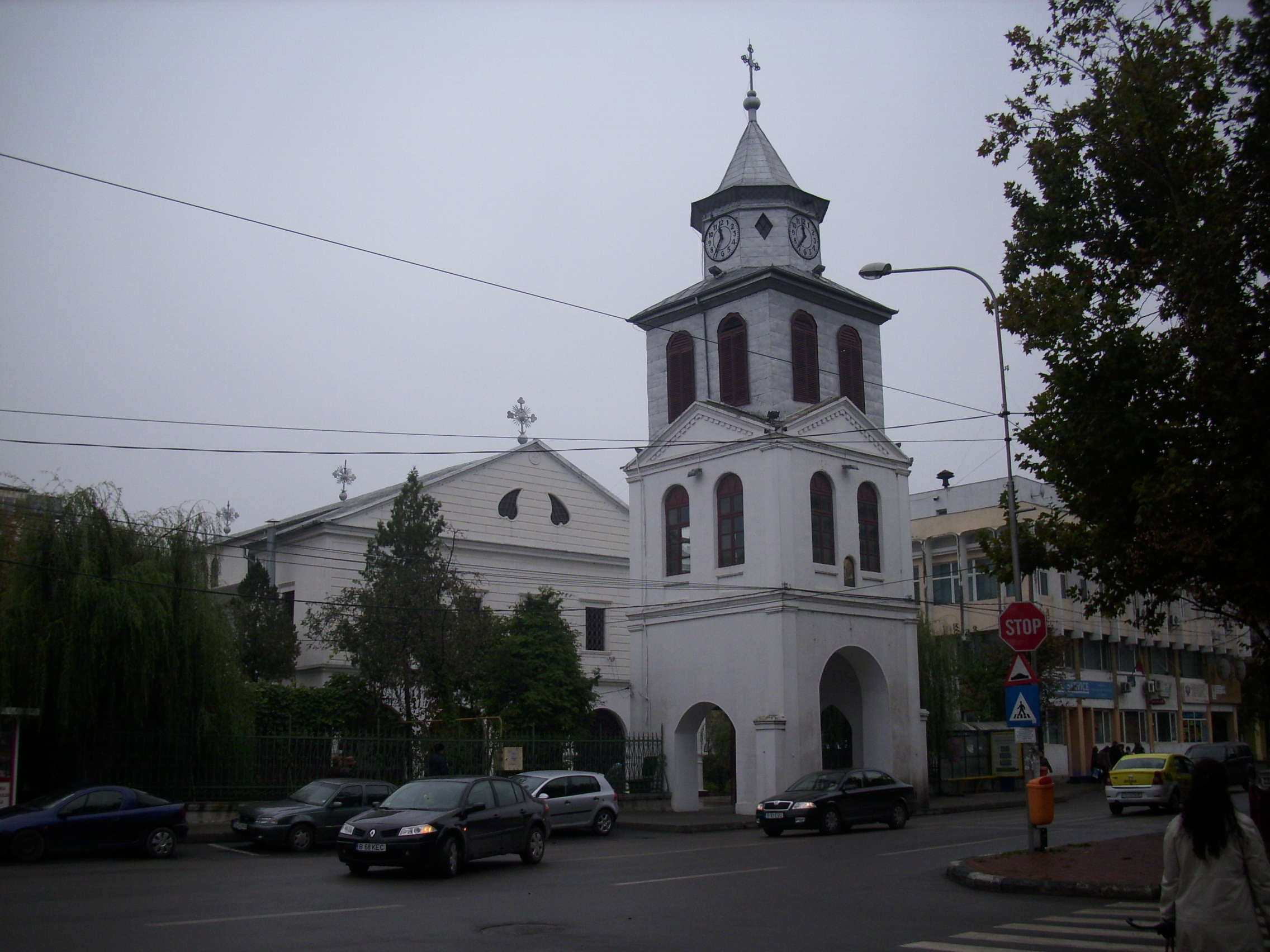
A Szent György templom

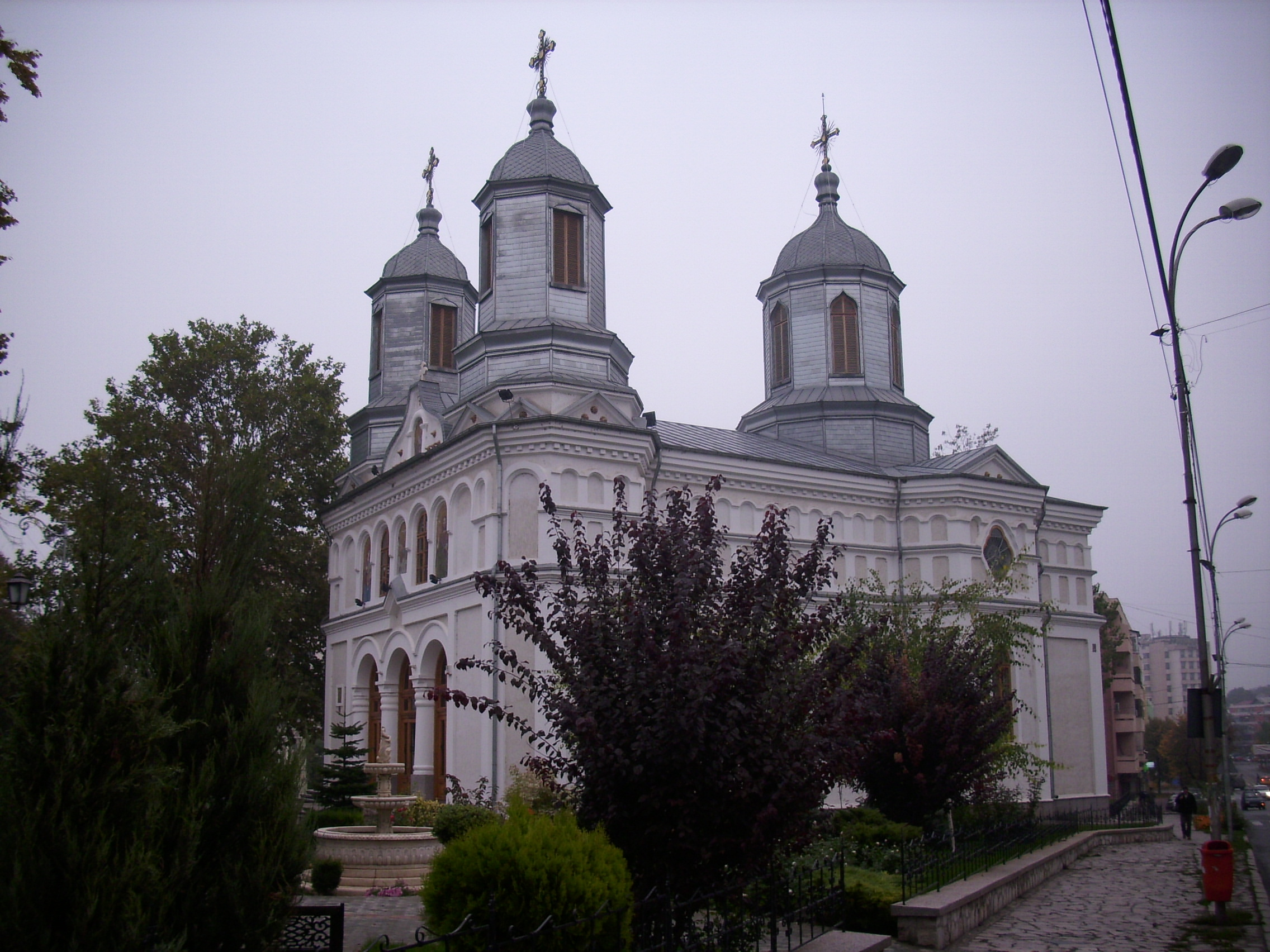
A Szent Miklós székesegyház

- Függetlenségi emlékmű - a város fő látnivalója, köszönhetően elhelyezkedésének, ugyanis innen a Duna menti municípium szinte teljes panorámája tárul a látogató elé. A Monumentului-dombon elhelyezett emlékművet és kilátót a román függetlenségi harc illetve Dobrudzsa Romániához történő csatlakozásának tiszteletére állították, alapkövét I. Károly román király helyezte el 1879. október 17–18-án. Építését Giorgio Vasilescu szobrász irányítása alatt kezdték el és Constantin Bălăcescu fejezte be 1899-ben, de hivatalos átadására csak 1904-ben került sor, I. Károly román király és felesége, Wiedi Erzsébet jelenlétében. Az emlékmű egy ravennai gránitból készült obeliszk, mely huszonkét méter magas. Két lépcső vezet fel hozzá melyek Babadagból származó mészkőből készültek, az obeliszk alapjánál két szobrot helyeztek el: egy szárnyait kitáró sast valamint egy korabeli gyalogos katona szobrát, melynek jobb kezében egy kürt található, a bal kezével pedig a vállán elhelyezett szuronyos fegyvert tartja. Az első világháború során a megszálló csapatok elpusztították. 1933-ban az obeliszket újjáépítették, de pénzhiány miatt a szobrokat nem. Ezeket az egyesülés centenáriumi ünnepségének alkalmával pótolták, Cristea Grosu szobrász készítette el őket az eredeti formában és 1977. május 9-én leplezték le.
- A bolgár Szent György templom – 1857-ben épült.
- Szent Miklós görögkeleti székesegyház – 1865-en épült.
- Azizie mecset - 1861 és 1876 között, Ismail pasa építette. 1899-ben valamint 1924-ben felújították. A város egyik legmagasabb épülete.
- Mircea cel Bătrân lovasszobra - a mai szobor helyén, az 1947-ig Mircea-térnek nevezett helyen, ma az Isaccei, Antipa, Păcii és 14 Noiembrie utcák kereszteződésénél, már több emlékmű is állt. Az első szobrot 1900 és 1902 között emelték, ez Mircea cel Bătrân teljes alakos szobra volt, mely négy méter magas volt és egy öt méteres gránit alapzaton állt. A fejedelmet páncélban ábrázolta, vállán köpennyel, a fejedelmi koronával a fején, a bal kezét a kardján tartva, a jobbat pedig előre nyújtva buzogánnyal. A talapzat alja két oroszlánt formázott, lábaik alatt tartva a fejedelem hadizsákmányait. Az emlékmű előtt egy bronztábla állt, melyen Mircea cel Bătrân címei voltak felsorolva: „I. Mircea Mare Voievod şi Domn de amândouă părţile de peste toată Dunărea până la Marea cea Mare şi cetatea Darstorului stăpânitor” (magyarul: I. Mircea Nagy Vajda és Ura a Duna mindkét oldali vidékeinek egészen a Nagy Tengerig és Durosztol várának birtoklója). A szobrot lerombolták a megszálló csapatok az első világháború során, 1916 és 1918 között. Csupán a talapzat marad meg, melyet később a prefektúra épületével szemben, egy parkban helyeztek el. 1940-ben egy rövid ideig a talapzatra I. Ferdinánd román király szobrát helyezték, melyet az ukrajnai Ismail-ból szállítottak ide. A jelenlegi szobrot 1972. december 1-jén leplezték le, Ion Jalea szobrász alkotása. A fejedelmet lován ülve formázza. Talapzatán egy márványtáblán szerepel: „Mircea cel Bătrân. Domn al Ţării Româneşti 1386–1418” (magyarul: Mircea cel Bătrân. Havasalföld Ura 1386–1418). 2002-ben a Galeriile Acum Alapítvány elhatározta, hogy elkészíttetik az 1902-es szobor másolatát, a város területén fel is állíttattak egy új szobrot a fejedelemről, de ez semmilyen részletében nem hasonlít az első emlékműre.
- Hírességek parkja - 17.000 négyzetméter alapterületű park, a Megyei Könyvtár szomszédságában. 1995-ben avatták fel, azzal a céllal, hogy legyen a városban egy zöldövezet, ahol megtekintetőek a Dobrudzsához kötődő nevezetes személyek mellszobrai. A parkban 14 alkotás található, melyekhez hozzátartozik további két alkotás, I. Károly román király valamint Mihail Kogălniceanu mellszobra, melyeket a város más részein helyeztek el.
- Spiru Haret középiskola - az épületkomplexum első részét 1864 és 1867 között építette Ahmed Resim pasa, a vidék akkori kormányzója. 1883 és 1903 között fiú gimnázium. 1925 és 1926 között Constantin Motomancea iskolaigazgató közreműködésével, közadakozásból épült az északi szárny, Constantin Hârjeu tervei alapján. 1926 és 1930 között megépült a mai központi szárny is, Gheorghe Brătescu építész tervei szerint. Végül 1973 és 1974 között elkészült a déli szárny is. 1903 és 1941 között a „Liceul Principele Carol” nevet viselte, 1970-ben kapta mai nevét Spiru Haret, román tudós, akadémikus és miniszter után.
- Duna-delta öko-turisztikai múzeum - a delta élővilágát mutatja be, itt látható az ország legnagyobb akváriuma.
- Etnográfiai és népművészeti múzeum - mintegy nyolcezer darabos gyűjteményt mutat be.
- Művészeti múzeum - hét tárlaton több mint hétezer műalkotás látható.
- Történelmi és archeológiai múzeum - az itt látható gazdag gyűjteményen keresztül észak-dobrudzsa történelmébe nyerhető betekintés, a legrégebbi történelmi időktől a 20. századig.

## Oktatás
A településen 4 egyetem, 11 középiskola, 13 általános iskola és 24 óvoda működik.

## Gazdasága
Gazdaságának a fő ágazatai a hajókészítés, az élelmiszeripar és a halfeldolgozás, a textilipar valamint a halászat. A kommunizmus után, egyre nagyobb teret nyert a turizmus, köszönhetően a Duna-delta közelségének.

## Híres személyek
- Tora Vasilescu (Tulcsa, 1951. március 22. –): színésznő
- Crin Antonescu (Tulcsa, 1959. szeptember 21. –): politikus, parlamenti képviselő
- Georges Boulanger (Tulcsa, 1893. április 18. – Buenos Aires, 1958. június 3.): hegedűművész
- Grigore Moisil (Tulcsa, 1906. január 10. – Ottawa, 1973. május 21.): matematikus
- Dimitar Petkov (Tulcsa, 1858. november 2. – Szófia, 1907. március 11.): bolgár miniszterelnök
- Lili Sandu (Tulcsa, 1979. május 28. –): színésznő

## Testvérvárosok
- Bulgária - Sumen
- Dánia - Aalborg
- Görögország - Ílion
- Írország - Bishopstown
- Olaszország - Rovigo
- Oroszország - Pushkin